# Producte Kronecker
El producte Kronecker, denotat per ⊗ ({\displaystyle \otimes }) és una operació entre dues matrius d'una mida arbitrària que donen com a resultat una matriu en blocs. És un cas especial del producte tensorial. S'ha de distingir entre el producte Kronecker i la multiplicació de matrius. Són dues operacions completament diferents.

## Definició
Si A és una matriu de dimensions m per n i B és una matriu de dimensions p per q, aleshores el producte Kronecker A⊗B és la matriu de blocs de dimensions mp per nq:{\displaystyle A\otimes B=(a)_{ij}\cdot B}
Això es correspon amb la matriu:
{\displaystyle A\otimes B={\begin{pmatrix}a_{11}B&\cdots &a_{1n}B\\\vdots &\ddots &\vdots \\a_{m1}B&\cdots &a_{mn}B\end{pmatrix}}}
O més explícitament,
{\displaystyle A\otimes B={\begin{pmatrix}a_{11}b_{11}&a_{11}b_{12}&\cdots &a_{11}b_{1q}&\cdots &\cdots &a_{1n}b_{11}&a_{1n}b_{12}&\cdots &a_{1n}b_{1q}\\a_{11}b_{21}&a_{11}b_{22}&\cdots &a_{11}b_{2q}&\cdots &\cdots &a_{1n}b_{21}&a_{1n}b_{22}&\cdots &a_{1n}b_{2q}\\\vdots &\vdots &\ddots &\vdots &&&\vdots &\vdots &\ddots &\vdots \\a_{11}b_{p1}&a_{11}b_{p2}&\cdots &a_{11}b_{pq}&\cdots &\cdots &a_{1n}b_{p1}&a_{1n}b_{p2}&\cdots &a_{1n}b_{pq}\\\vdots &\vdots &&\vdots &\ddots &&\vdots &\vdots &&\vdots \\\vdots &\vdots &&\vdots &&\ddots &\vdots &\vdots &&\vdots \\a_{m1}b_{11}&a_{m1}b_{12}&\cdots &a_{m1}b_{1q}&\cdots &\cdots &a_{mn}b_{11}&a_{mn}b_{12}&\cdots &a_{mn}b_{1q}\\a_{m1}b_{21}&a_{m1}b_{22}&\cdots &a_{m1}b_{2q}&\cdots &\cdots &a_{mn}b_{21}&a_{mn}b_{22}&\cdots &a_{mn}b_{2q}\\\vdots &\vdots &\ddots &\vdots &&&\vdots &\vdots &\ddots &\vdots \\a_{m1}b_{p1}&a_{m1}b_{p2}&\cdots &a_{m1}b_{pq}&\cdots &\cdots &a_{mn}b_{p1}&a_{mn}b_{p2}&\cdots &a_{mn}b_{pq}\end{pmatrix}}}

### Exemples
{\displaystyle {\begin{pmatrix}1&3&2\\1&0&0\\1&2&2\end{pmatrix}}\otimes {\begin{pmatrix}0&5\\5&0\\1&1\end{pmatrix}}={\begin{pmatrix}1\cdot {\begin{pmatrix}0&5\\5&0\\1&1\end{pmatrix}}&3\cdot {\begin{pmatrix}0&5\\5&0\\1&1\end{pmatrix}}&2\cdot {\begin{pmatrix}0&5\\5&0\\1&1\end{pmatrix}}\\1\cdot {\begin{pmatrix}0&5\\5&0\\1&1\end{pmatrix}}&0\cdot {\begin{pmatrix}0&5\\5&0\\1&1\end{pmatrix}}&0\cdot {\begin{pmatrix}0&5\\5&0\\1&1\end{pmatrix}}\\1\cdot {\begin{pmatrix}0&5\\5&0\\1&1\end{pmatrix}}&2\cdot {\begin{pmatrix}0&5\\5&0\\1&1\end{pmatrix}}&2\cdot {\begin{pmatrix}0&5\\5&0\\1&1\end{pmatrix}}\end{pmatrix}}={\begin{pmatrix}0&5&0&15&0&10\\5&0&15&0&10&0\\1&1&3&3&2&2\\0&5&0&0&0&0\\5&0&0&0&0&0\\1&1&0&0&0&0\\0&5&0&10&0&10\\5&0&10&0&10&0\\1&1&2&2&2&2\end{pmatrix}}}

## Propietats

### Bilinealitat i associativitat
El producte Kronecker és un cas especial del producte tensorial, i, per tant, és bilineal i associatiu:
{\displaystyle A\otimes (B+C)=A\otimes B+A\otimes C} si B i C tenen les mateixes dimensions,
{\displaystyle (A+B)\otimes C=A\otimes C+B\otimes C} si A i B tenen les mateixes dimensions,
{\displaystyle (kA)\otimes B=A\otimes (kB)=k(A\otimes B),}
{\displaystyle (A\otimes B)\otimes C=A\otimes (B\otimes C),}
on A, B i C són matrius i on k és un escalar.
El producte Kronecker no és commutatiu: Això és, en general, A⊗B i B⊗A són matrius diferents. Tanmateix, A⊗B i B⊗A són permutacions equivalents. Això és, hi ha unes matrius de permutació P i Q tals que {\displaystyle A\otimes B=P\,(B\otimes A)\,Q.}